# James Lavelle

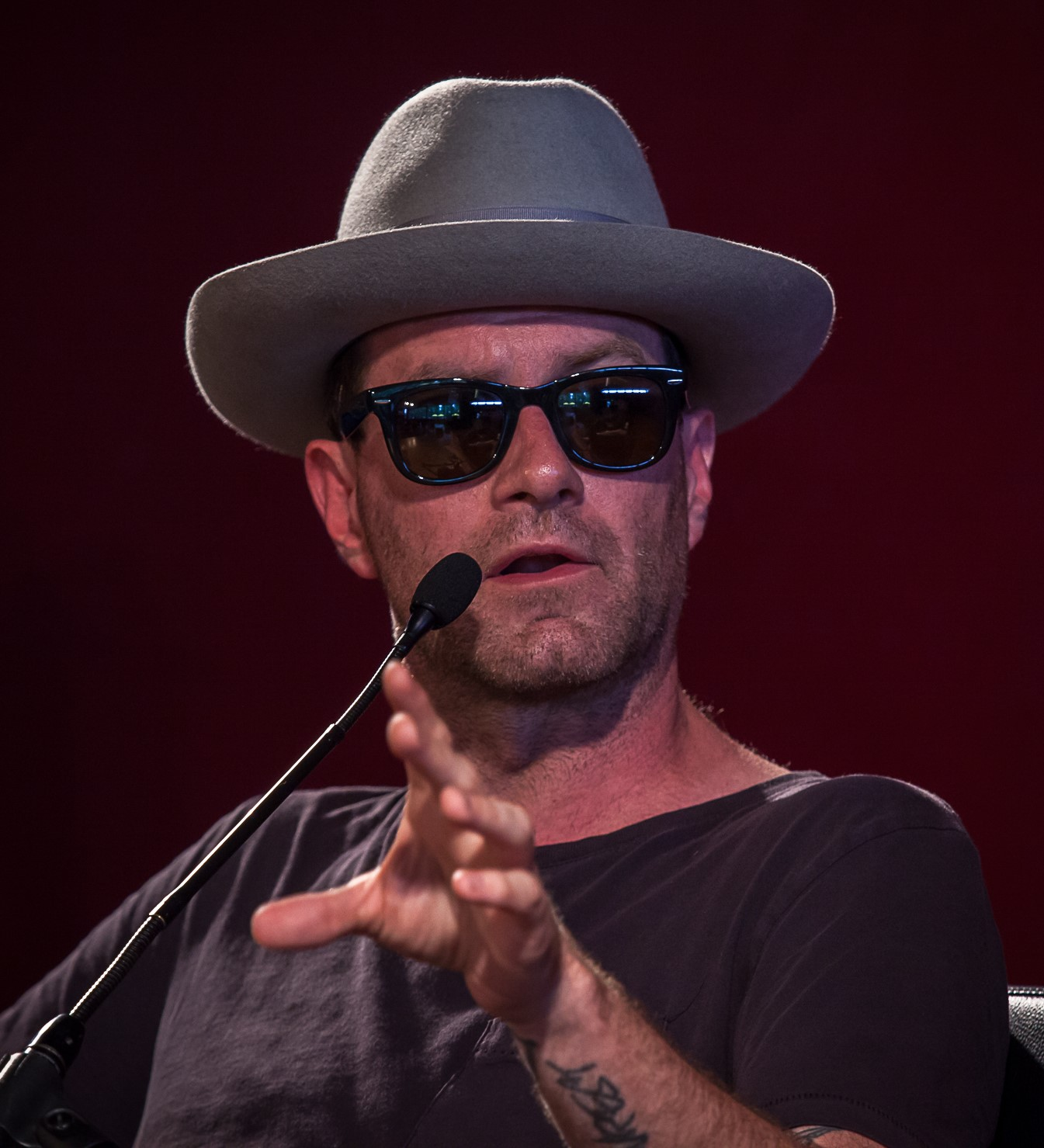
James Lavelle (2014)

James Lavelle (* 1974 in Oxford) ist ein britischer DJ, Musiker, Musikproduzent und Labelbetreiber. Er ist Gründer und Eigentümer des Musiklabels Mo’ Wax.

## Leben und Werk
Bereits als Teenager betätigte sich James Lavelle als DJ und veranstaltete Partys in seiner Heimatstadt. Im Alter von 18 Jahren gründete er das Label Mo' Wax, das neben Lavelles eigenen Projekten Künstlern wie DJ Krush, Blackalicious, Money Mark (Keyboarder der Beastie Boys), Dr. Octagon und South eine Plattform bot. Zu den ersten Veröffentlichungen gehörte 1993 die Single In/Flux von DJ Shadow. Auf Mo' Wax erschien 1996 auch Shadows bahnbrechendes Debüt-Album Endtroducing....., wenig später begann Lavelle mit ihm an dem UNKLE-Projekt zu arbeiten. Das Artwork zahlreicher Mo'-Wax-Releases, darunter auch die beiden ersten UNKLE-Alben, trägt die Handschrift des Graffiti-Künstlers Futura 2000.
Lavelle gilt als der Kopf von UNKLE, in den Medien wird der Name aufgrund wechselnder musikalischer Mitstreiter meist synonym für James Lavelle verwendet. Lavelles eigene Veröffentlichungen fallen musikalisch unter Trip-Hop, Hip-Hop, Breakbeat und Drum and Bass. Lavelle ist auch ein gefragter Remixer, dabei verwendet er meist die gepunktete Schreibweise von U.N.K.L.E. oder seinen eigenen Namen. So entstanden in der Vergangenheit unter anderem Remixe für Massive Attack, The Verve, Beck, Ian Brown, Garbage, Placebo und Depeche Mode.
2008 trug Lavelle als UNKLE eine Remix-Version der Akte-X-Titelmelodie zum Soundtrack des zweiten Akte-X-Films Jenseits der Wahrheit bei, auf dem auch der Song Broken vom UNKLE-Album War Stories zu finden ist.
Sein jüngerer Bruder Aidan Lavelle ist ebenfalls als DJ tätig.

## UNKLE

### Lavelle mit DJ Shadow

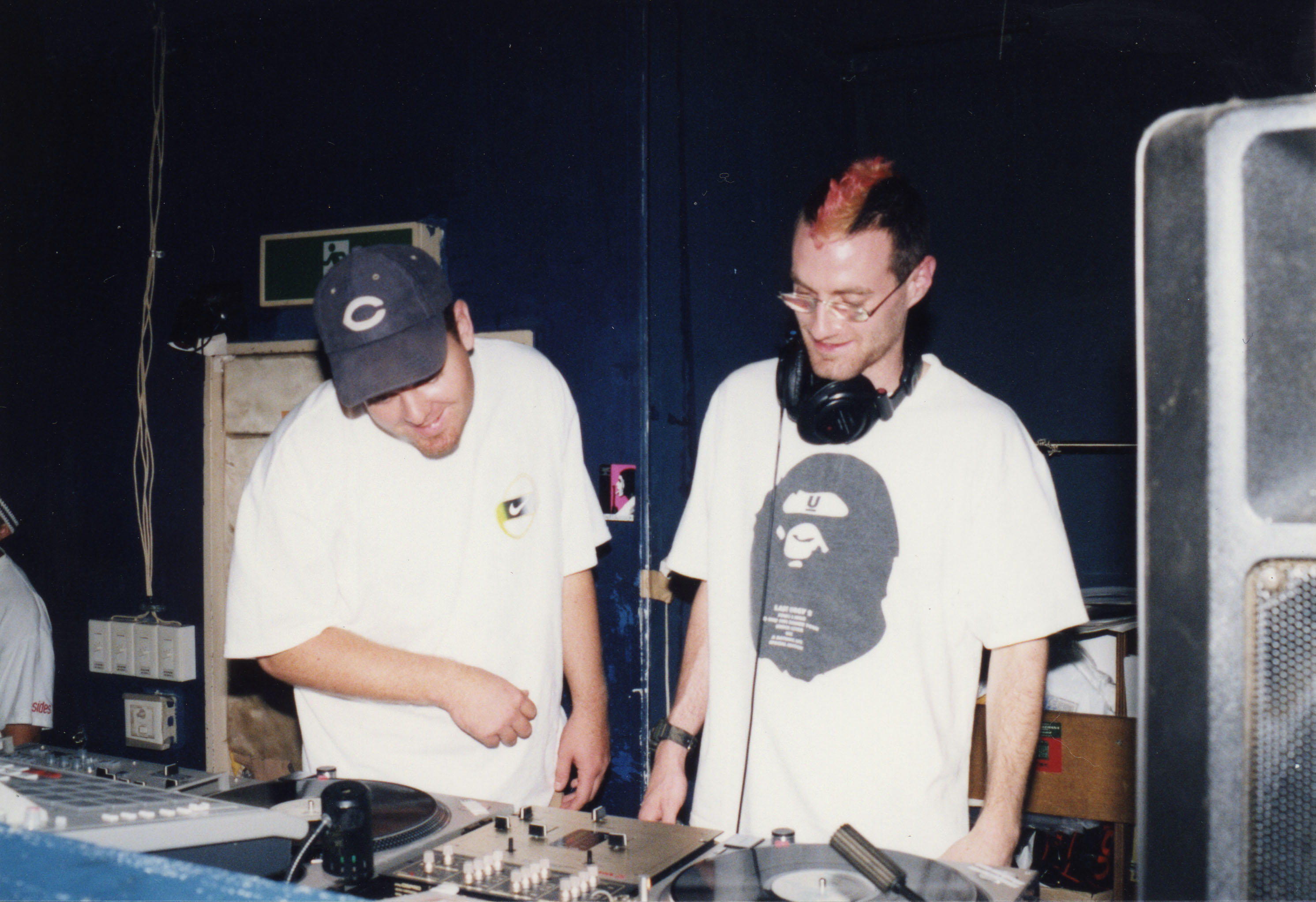
DJ Shadow and James Lavelle (1997)

James Lavelle gründete UNKLE 1994 gemeinsam mit Tim Goldsworthy, einem Schulfreund, der später selbst als Produzent und Remixer erfolgreich war und zu den Mitbegründern von DFA Records gehörte. Im gleichen Jahr brachten sie auf Mo' Wax die Hip-Hop-Single The Time Has Come EP heraus. Nach Unstimmigkeiten mit Goldsworthy über die musikalische Ausrichtung künftiger UNKLE-Veröffentlichungen begann Lavelle unter derselben Bezeichnung mit Josh Davis alias DJ Shadow zusammenzuarbeiten.
Nach langer Vorleistung erschien im August 1998 das erste Album Psyence Fiction, das mit verschiedenen Gastvokalisten wie dem Rapper Kool G Rap, Thom Yorke (Radiohead), Richard Ashcroft (The Verve), Mike D (Beastie Boys) und dem damals noch weitgehend unbekannten britischen Musiker und Songwriter Badly Drawn Boy aufgenommen wurde. Die MusikWoche bezeichnete das „unheilschwangere Streicherharmonien“, „schleppende Rhythmen“, treibende Gitarrenläufe und „einschmeichelnde, melancholische Melodien“ aufweisende Album als „Triprock“.
Als erste Single entschied man sich für das von Josh Davis und Thom Yorke geschriebene Rabbit in Your Headlights, dessen Veröffentlichung von einem visuell ungewöhnlichen, hochgelobten Videoclip von Jonathan Glazer begleitet wurde. Für die zweite Single-Auskopplung Be there steuerte Ian Brown zum Instrumentalstück des Albums Unreal Lyrics und Stimme bei. DJ Shadow wandte sich danach wieder eigenen Projekten zu.

### Lavelle mit Richard File
Seit 2002 arbeitete Lavelle mit Richard File, der bereits an der Entstehung der Be There EP mitwirkte, an einem neuen UNKLE-Album. 2003 veröffentlichten sie Never, Never, Land, das unter anderem Triphop- und Elektropop-Kollaborationen mit Ian Brown und Mani (The Stone Roses, Primal Scream), Josh Homme (Queens of the Stone Age), Robert Del Naja alias 3D (Massive Attack) und Joel Cadbury (South) und die Singles Eye for an Eye, In a State und Reign enthielt. Gemeinsam brachten Lavelle und File unter dem Namen UNKLESounds auch verschiedene DJ-Mixe heraus, darunter Edit Music for a Film (2005).
Mit Richard File entstand auch das dritte UNKLE-Album War Stories, an dem unter anderem Chris Goss (Masters of Reality), Ian Astbury (The Cult), Autolux und abermals Josh Homme und Robert Del Naja beteiligt waren. Das Album, dessen Artwork von Del Nada gestaltet wurde, erschien im Juli 2007 und brachte die Singles Burn My Shadow, Hold My Hand und Restless hervor. Der Titel Hold My Hand wurde auch für den Soundtrack des US-amerikanischen Filmdramas 21 verwendet. Im Januar 2008 kündigte File an, sich künftig einem neuen musikalischen Projekt, der Band We Fell to Earth, widmen zu wollen.

### Lavelle mit Pablo Clements
Während der Produktionsphase des dritten UNKLE-Albums War Stories arbeitet James Lavelle bereits mit Pablo Clements zusammen, nach eigenen Angaben ein langjähriger Freund Lavelles. Als Teil des Duos The Psychonauts (mit Paul Mogg) für drum- und beatlastige, samplebasierte Tracks bekannt, nahm Pablo Clements von nun an mit Einfluss auf die Ausrichtung des Projektes UNKLE hin zu einer Live-Band. Zunächst erschienen jedoch noch die als Konzeptalben ausgerichteten End Titles...Stories for a Film und End Titles...Redux (2008).
Das vierte Album Where Did The Night Fall (2010) zeigt bereits die deutlichere Ausrichtung auf eine weniger elektronische als instrumentenbasierte Liveband. Neben Pablo Clements als Hauptpartner wirken Sleepy Sun, The Black Angels, Autolux, Big In Japan, Katrina Ford, Elle J und Mark Lanegan mit sowie jene Künstler, die bereits bei War Stories dabei haben: Gavin Clark und Joel Cadbury (ehemals South). Pablo Clements bezeichnete die Stilrichtung des Albums als eklektisch und psychedelisch.

## Diskografie

### Alben

#### Mit Unkle
| Jahr | Titel                            | Höchstplatzierung, Gesamtwochen, AuszeichnungChartplatzierungen (Jahr, Titel, Platzierungen, Wochen, Auszeichnungen, Anmerkungen) | Höchstplatzierung, Gesamtwochen, AuszeichnungChartplatzierungen (Jahr, Titel, Platzierungen, Wochen, Auszeichnungen, Anmerkungen) | Höchstplatzierung, Gesamtwochen, AuszeichnungChartplatzierungen (Jahr, Titel, Platzierungen, Wochen, Auszeichnungen, Anmerkungen) | Höchstplatzierung, Gesamtwochen, AuszeichnungChartplatzierungen (Jahr, Titel, Platzierungen, Wochen, Auszeichnungen, Anmerkungen) | Anmerkungen |
| Jahr | Titel                            | DE | CH | UK | US | Anmerkungen |
| ---- | -------------------------------- | --- | --- | --- | --- | ----------- |
| 1995 | The Time has Come EP             | — | — | UK73 (1 Wo.)UK | — |             |
| 1998 | Psyence Fiction                  | DE77 (2 Wo.)DE | — | UK4 Gold · (14 Wo.)UK | US107 (2 Wo.)US |             |
| 2003 | Never, Never, Land               | — | — | UK24 Silber · (3 Wo.)UK | — |             |
| 2005 | Edit Music for a Film            | — | — | UK96 (1 Wo.)UK | — |             |
| 2007 | War Stories                      | — | CH58 (2 Wo.)CH | UK58 (2 Wo.)UK | — |             |
| 2008 | End Titles – Stories for Film    | — | — | UK70 (1 Wo.)UK | — |             |
| 2010 | Where Did the Night Fall         | — | CH94 (2 Wo.)CH | UK42 (2 Wo.)UK | — |             |
| 2017 | The Road: Part 1                 | DE92 (1 Wo.)DE | CH55 (1 Wo.)CH | UK16 (1 Wo.)UK | — |             |
| 2019 | The Road: Part II / Lost Highway | — | — | UK33 (1 Wo.)UK | — |             |

Weitere Alben
- 1997: Berry Meditation EP
- 1998: Rabbit in Your Headlights (Single, feat. Thom Yorke)
- 1998: Be There EP (feat. Ian Brown)
- 2001: Narco Tourists (Single, Slam-Remix)
- 2004: UNKLEsounds vs. U.N.K.L.E. (Selbstremix-Album)
- 2007: Psycho Pab’s Def Mix (Megamix Of The Album War Stories) (Promotion Mix)
- 2008: End Titles... Redux (Orchestrale Versionen zum Vorgängeralbum in Internet-Musikshops, CD-Versionen auf 3000 Kopien limitiert und nur im Unkle-Shop bestellbar)
- 2008: Remix Stories Vol. 1 EP
- 2009: Remix Stories Vol. 2 EP
- 2011: Where Did the Night Fall: Another Night Out

### Soloalben
- 1996: Cream Live Two (Remix-Album)
- 1997: Bitter Sweet Symphony (feat. Richard Ashcroft)
- 2001: Fabric Live 01 (Remix-Album)
- 2002: GU023 Global Underground, Barcelona
- 2004: GU026 Global Underground, Romania
- 2009: GU037 Global Underground, Bangkok

### Singles
| Jahr | Titel Album                      | Höchstplatzierung, Gesamtwochen, AuszeichnungChartsChartplatzierungen (Jahr, Titel, Album, Platzierungen, Wochen, Auszeichnungen, Anmerkungen) | Anmerkungen     |
| Jahr | Titel Album                      | UK | Anmerkungen     |
| ---- | -------------------------------- | --- | --------------- |
| 1997 | Berry Meditation SubUrbia        | UK77 (1 Wo.)UK |                 |
| 1999 | Be There Psyence Fiction         | UK8 (6 Wo.)UK | feat. Ian Brown |
| 2001 | Narco Tourists –                 | UK66 (1 Wo.)UK | vs. Slam        |
| 2003 | Eye for an Eye Never, Never Land | UK31 (4 Wo.)UK |                 |
| 2003 | In a State Never, Never Land     | UK44 (2 Wo.)UK |                 |
| 2004 | Reign Never, Never Land          | UK40 (2 Wo.)UK | feat. Ian Brown |